# Episodi di Flikken - Coppia in giallo (settima stagione)
La settima stagione della serie televisiva Flikken - Coppia in giallo (Flikken Maastricht) è andata in onda nei Paesi Bassi dal 22 febbraio 2013 su TROS.
In Italia è stata trasmessa nell'autunno del 2013 su Rete 4.
| nº | Titolo originale | Titolo italiano        | Prima TV Paesi Bassi | Prima TV Italia |
| -- | ---------------- | ---------------------- | -------------------- | --------------- |
| 1  | Oud zeer         | Vecchi e nuovi rancori | 22 febbraio 2013     |                 |
| 2  | Amok             | Follia omicida         | 1º marzo 2013        |                 |
| 3  | De Spin          | Teorema                | 8 marzo 2013         |                 |
| 4  | Broos            | Fragilità              | 15 marzo 2013        |                 |
| 5  | Copycat          | Omicidi seriali        | 22 marzo 2013        |                 |
| 6  | Mooi             | Sorelle                | 29 marzo 2013        |                 |
| 7  | Alert            | Allerta                | 5 aprile 2013        |                 |
| 8  | Hawala           | Verità nascosta        | 12 aprile 2013       |                 |
| 9  | Eigenrichting    | Giustizia privata      | 19 aprile 2013       |                 |
| 10 | Shock            | Colpo di scena         | 26 aprile 2013       |                 |